# Rulten
Rulten est une montagne sur l'île d'Austvågøya, dans la commune de Vågan, dans le comté de Nordland, en Norvège.

## Géographie
Rulten est situé à l'extrémité sud d'Austvågøya entre le fjord Austnesfjorden et le détroit Øyhellsundet. Rulten possède deux sommets culminant à 1 064 m et 1 058 m et distants de 400 m environ, l'un de l'autre.

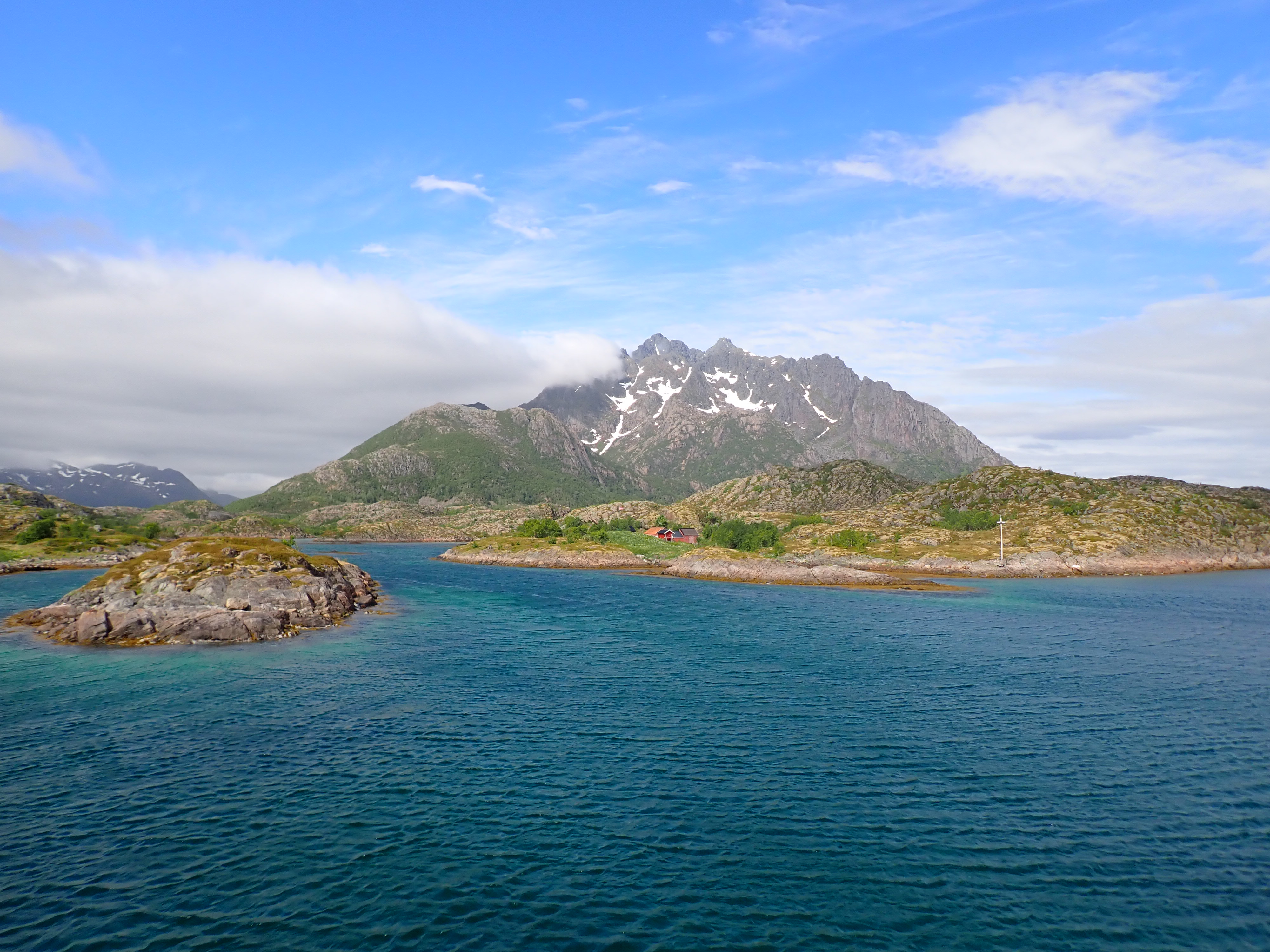
Vue de Rulten depuis le sud de l'Øyhellsundet.
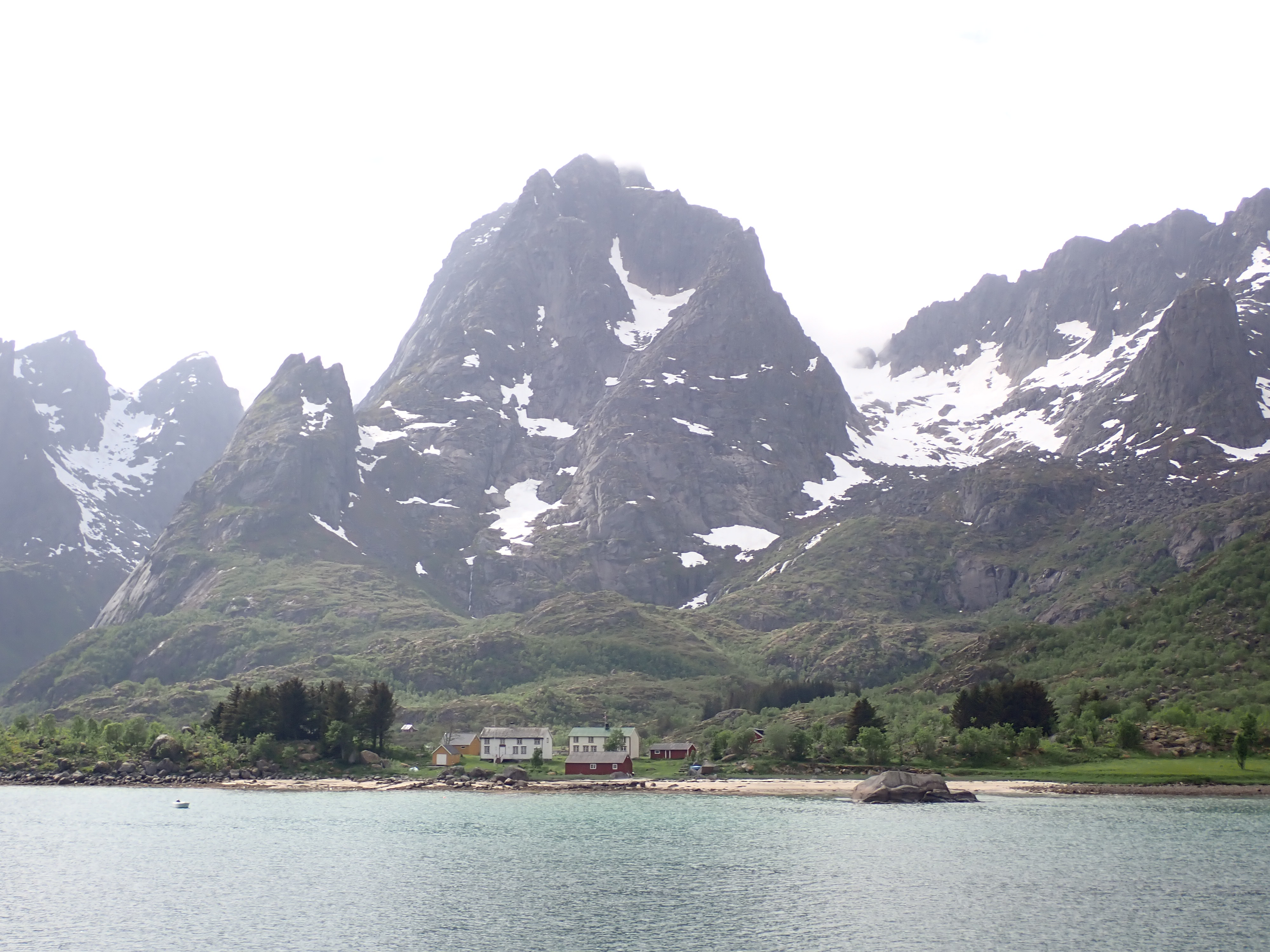
Vue de la face est de Rulten depuis Rekneset.